# ناناو (إيشيكاوا)
مدينة ناناو (بالإنجليزية: Nanao)‏ هي أحد المدن التابعة لمحافظة إيشيكاوا. تأسست رسميًا في 20/07/1939. ويقدر عدد سكانها بـ 60140 نسمة حسب تقدير مكتب الإحصاء الياباني لعام 2012. تبلغ مساحة ناناو 317.96 كم2. بكثافة سكانية تبلغ 189 نسمة/كم2.

## المناخ
يظهر الجدول التالي التغييرات المناخية على مدار السنة لناناو:
| البيانات المناخية لـناناو           | البيانات المناخية لـناناو | البيانات المناخية لـناناو | البيانات المناخية لـناناو | البيانات المناخية لـناناو | البيانات المناخية لـناناو | البيانات المناخية لـناناو | البيانات المناخية لـناناو | البيانات المناخية لـناناو | البيانات المناخية لـناناو | البيانات المناخية لـناناو | البيانات المناخية لـناناو | البيانات المناخية لـناناو | البيانات المناخية لـناناو |
| الشهر                               | يناير                     | فبراير                    | مارس                      | أبريل                     | مايو                      | يونيو                     | يوليو                     | أغسطس                     | سبتمبر                    | أكتوبر                    | نوفمبر                    | ديسمبر                    | المعدل السنوي             |
| ----------------------------------- | ------------------------- | ------------------------- | ------------------------- | ------------------------- | ------------------------- | ------------------------- | ------------------------- | ------------------------- | ------------------------- | ------------------------- | ------------------------- | ------------------------- | ------------------------- |
| متوسط درجة الحرارة الكبرى °م (°ف)   | 5.8 (42.4)                | 6.5 (43.7)                | 10.2 (50.4)               | 16.3 (61.3)               | 21.1 (70.0)               | 24.7 (76.5)               | 28.4 (83.1)               | 30.6 (87.1)               | 26.1 (79.0)               | 20.6 (69.1)               | 14.7 (58.5)               | 9.2 (48.6)                | 17.8 (64.1)               |
| المتوسط اليومي °م (°ف)              | 2.6 (36.7)                | 2.8 (37.0)                | 5.7 (42.3)                | 11.2 (52.2)               | 16.1 (61.0)               | 20.2 (68.4)               | 24.2 (75.6)               | 26.0 (78.8)               | 21.8 (71.2)               | 15.9 (60.6)               | 10.4 (50.7)               | 5.6 (42.1)                | 13.6 (56.5)               |
| متوسط درجة الحرارة الصغرى °م (°ف)   | −0.4 (31.3)               | −0.7 (30.7)               | 1.5 (34.7)                | 6.4 (43.5)                | 11.5 (52.7)               | 16.6 (61.9)               | 21.0 (69.8)               | 22.5 (72.5)               | 18.2 (64.8)               | 11.7 (53.1)               | 6.3 (43.3)                | 2.2 (36.0)                | 9.7 (49.5)                |
| الهطول مم (إنش)                     | 208.8 (8.22)              | 132.1 (5.20)              | 134.0 (5.28)              | 117.3 (4.62)              | 130.7 (5.15)              | 172.9 (6.81)              | 235.1 (9.26)              | 139.5 (5.49)              | 207.4 (8.17)              | 151.0 (5.94)              | 214.5 (8.44)              | 233.7 (9.20)              | 2٬077 (81.78)             |
| متوسط تساقط الثلوج سم (إنش)         | 84 (33)                   | 64 (25)                   | 17 (6.7)                  | 1 (0.4)                   | 0 (0)                     | 0 (0)                     | 0 (0)                     | 0 (0)                     | 0 (0)                     | 0 (0)                     | 0 (0)                     | 28 (11)                   | 194 (76.1)                |
| ساعات سطوع الشمس الشهرية            | 52.6                      | 79.2                      | 126.1                     | 180.7                     | 193.5                     | 148.6                     | 149.9                     | 194.9                     | 132.8                     | 135.8                     | 90.2                      | 58.2                      | 1٬542٫5                   |
| المصدر: Japan Meteorological Agency |                           |                           |                           |                           |                           |                           |                           |                           |                           |                           |                           |                           |                           |

## توأمة
لناناو (إيشيكاوا) اتفاقيات توأمة مع:
- براتسك (1970 - )[5]

## أعلام
- دايسوكي موري